# Sigmella huismanae
Sigmella huismanae är en kackerlacksart som beskrevs av Roth, L. M. 1996. Sigmella huismanae ingår i släktet Sigmella och familjen småkackerlackor. Inga underarter finns listade i Catalogue of Life.